# 心冀果
心冀果（学名：Peripterygium quinquelobum），为茶茱萸科心翼果属下的一个种。